# Follafoss
Follafoss é uma povoação da Noruega localizada no condado de Trøndelag. Faz parte do município de Verran. Com uma superfície de 0,68 km² e uma população de 414 habitantes (2013), Follafoss tem uma densidade de aproximadamente 609 pessoas por quilómetro quadrado.
Follafoss encontra-se no meio do fiorde de Beitstad, o ramo interno do fiorde de Trondheim, a uns 12 quilómetros (12.000 m) ao sudoeste do centro de Malm, a cabeceira municipal, e a uns 15 quilômetros (9,3 mi)  (15.000 m) ao nordeste de Verrastranda. O rio Follaelva desemboca no fiorde de Trondheim em Follafoss. Os lagos Holden e Selavatnet também são afluentes do fiorde, e fornecem energia eléctrica através da empresa Nord-Trøndelag Elektrisitetsverk.
A povoação tem uma igreja e uma fábrica de celulose.